# Ženski svetovni rekord v teku na 5000 m
Ženski svetovni rekord v teku na 5000 m. Prvi uradno priznani rekord je leta 1981 postavila Paula Fudge s časom 15:14,51, aktualni rekord pa je 5. julija 2025 postavila Beatrice Chebet s časom 13:58,06. Mednarodna atletska zveza uradno priznava 17 rekordov.

## Razvoj rekorda
| Čas      | Atletinja                | Datum              | Prizorišče | Vir   |
| -------- | ------------------------ | ------------------ | ---------- | ----- |
| 15:14,51 | Paula Fudge (GBR)        | 13. september 1981 | Knarvik    | [ 1 ] |
| 15:13,22 | Anne Audain (NZL)        | 17. marec 1982     | Auckland   | [ 1 ] |
| 15:08,26 | Mary Decker-Slaney (USA) | 5. julij 1982      | Eugene     | [ 1 ] |
| 14:58,89 | Ingrid Kristiansen (NOR) | 28. junij 1984     | Oslo       | [ 1 ] |
| 14:48,07 | Zola Budd (GBR)          | 26. avgust 1985    | London     | [ 1 ] |
| 14:37,33 | Ingrid Kristiansen (NOR) | 5. avgust 1986     | Stockholm  | [ 1 ] |
| 14:36,45 | Fernanda Ribeiro (POR)   | 22. julij 1995     | Hechtel    | [ 1 ] |
| 14:31,27 | Dong Janmei (CHN)        | 21. oktober 1997   | Šanghaj    | [ 1 ] |
| 14:28,09 | Džiang Bo (CHN)          | 23. oktober 1997   | Šanghaj    | [ 1 ] |
| 14:24,68 | Elvan Abeylegesse (TUR)  | 11. junij 2004     | Bergen     | [ 1 ] |
| 14:24,53 | Meseret Defar (ETH)      | 3. junij 2006      | New York   | [ 1 ] |
| 14:16,63 | Meseret Defar (ETH)      | 15. junij 2007     | Oslo       | [ 1 ] |
| 14:11,15 | Tiruneš Dibaba (ETH)     | 6. junij 2008      | Oslo       | [ 1 ] |
| 14:06,62 | Letesenbet Gidey (ETH)   | 7. oktober 2020    | Valencija  | [ 2 ] |
| 14:05,20 | Faith Kipyegon (KEN)     | 9. junij 2023      | Pariz      | [ 3 ] |
| 14:00,21 | Gudaf Tsegay (KEN)       | 17. september 2023 | Eugene     | [ 4 ] |
| 13:58,06 | Beatrice Chebet (KEN)    | 5. julij 2025      | Eugene     | [ 5 ] |